# Kasia Wilk
Katarzyna Wilk, conosciuta come Kasia Wilk (Lubin, 3 gennaio 1982), è una cantante polacca.

## Biografia
Kasia Wilk ha avviato la sua carriera musicale nel 1997, anno in cui è entrata in un sestetto femminile di musica religiosa, che l'ha portata ad esibirsi a livello nazionale e internazionale fino al 2000. Ha fatto parte del coro dell'Università Adam Mickiewicz di Poznań fino al 2003.
Nel 2005 ha fatto il suo grande debutto sul palco del festival della canzone polacca di Opole nella sezione dedicata agli artisti esordienti, dove ha conquistato il secondo posto. Nello stesso anno è uscito il suo album di debutto Jedenaście, in collaborazione con il gruppo pop rock Kto To, che ha debuttato al 3º posto nella classifica polacca.
L'anno successivo è uscito il suo secondo progetto, Eudaimonia, in collaborazione con il rapper Mezo e il produttore Tabb, che ha conquistato il 17º posto in classifica e un disco d'oro dalla Związek Producentów Audio-Video con oltre 15 000 copie vendute a livello nazionale.
Nel 2008 la cantante ha avviato la sua carriera di solista con l'album Unisono. Con uno dei brani del disco, Do kiedy jestem, ha partecipato al Festival internazionale della canzone di Sopot del 2009, dove ha conquistato il 3º posto. Due anni dopo ha conquistato un'altra medaglia di bronzo al festival di Opole, dove ha cantato Escape.

## Discografia

### Album in studio
- 2005 – Jedenaście (con i Kto To)
- 2006 – Eudaimonia (con Mezo e Tabb)
- 2008 – Unisono
- 2011 – Drugi raz

### Singoli
- 2005 – Gdy minie sen (con i Kto To)
- 2006 – Zero do stracenia (con i Kto To)
- 2006 – Sacrum (con Mezo e Tabb)
- 2007 – Mamy siebie (con Mezo e Tabb)
- 2008 – Pierwszy raz
- 2008 – Idealni
- 2009 – Do kiedy jestem
- 2009 – Będzie dobrze
- 2011 – Być może
- 2011 – Escape
- 2011 – Jak nigdy przedtem
- 2012 – Po prostu
- 2016 – Światłocień

#### Come featuring
- 2005 – Ważne (Mezo & Tabb feat. Kasia Wilk)